# Сабурова, Аграфена Тимофеевна
Аграфе́на Тимофе́евна Сабу́рова (до 1822 — Окунева; 1795 — 21 января (2 февраля) 1867 года) — выдающаяся московская актриса. Жена актёра А. М. Сабурова

## Биография
В 1814 году была зачислена в Московскую театральную труппу «на первое амплуа». Сперва пела в русских операх; потеряв голос, с 1831 года стала играть роли благородных матерей и комических старух; прослужив 40 лет, в 1855 г. оставила сцену. Тайно давала уроки С. П. Акимовой.
Её дочь, Екатерина Александровна, известная драматическая актриса, на сцене Александринского театра с 1855 г., раньше того выступала в Москве (с 1846 г.) в операх и водевилях с пением.
Лучше всего ей удавались роли Софьи Павловны («Горе от ума») и Елены Глинской (драма Н. А. Полевого). См. «Из воспоминаний Е. А. Сабуровой» («Ежегодник Императорских театров», сезон 1895—1896).
Похоронена на Митрофаниевском кладбище Санкт-Петербурга.